# (34042) Espeseth
2000 OQ31 (asteroide 34042) é um asteroide da cintura principal. Possui uma excentricidade de 0.11106580 e uma inclinação de 2.45789º.
Este asteroide foi descoberto no dia 30 de julho de 2000 por LINEAR em Socorro.